# Bela (Pakistan)
Bela ist eine Stadt in Lasbela in der Provinz Belutschistan (Pakistan).

## Beschreibung
Die Stadt liegt etwa 160 Kilometer nordnordwestlich von Karatschi. Bela hat eine lange Geschichte und ist möglicherweise eine Neugründung von Alexander dem Großen. Sie war die Hauptstadt des Staates Las Bela, welcher vom 18. Jahrhundert bis 1955 in dieser Gegend existierte. Bela hatte bei der Volkszählung 1998 16.998 Einwohner und 2013 geschätzte 26.000 Einwohner.

## Archäologie
In der Nähe der Stadt wurde Ausgrabungsstätte Niai Buthi entdeckt. Die Funde reichen in das dritte Jahrtausend v. Chr.